# Upplands runinskrifter 653
Upplands runinskrifter 653 är en vikingatida runsten av brungrå gnejs i Kumla, Övergrans socken och Håbo kommun. Runstenen är 2,15 meter hög och 1,1 meter bred. Ristningen är inte signerad men attribuerad till Arbjörn.

## Inskriften
Translitterering av runraden:
× þurkil · huk + ufhikr × huk × þusthin + þaiʀ ' ker(þ)u ' merki + þesa + at · uifast ' fa[þur · si](n)
Normalisering till runsvenska:
Þorkell ok Ofæigʀ ok Þorstæinn þæiʀ gærðu mærki þessa at Vifast, faður sinn.
Översättning till nusvenska:
Torkel och Ofeg och Torsten de gjorde dessa märken efter Vifast, sin fader.